# 吉拉朵

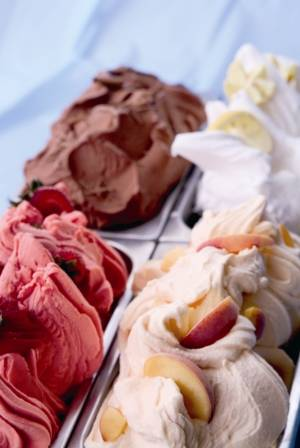

吉拉朵，又稱義式冰淇淋，是一種源自於義大利的甜點；以它的多種口味、手工製作跟營養價值聞名。與美式冰淇淋之不同處極多，不論是成分、製造過程、口味種類、營養價值跟質感都有差異；義式冰淇淋不使用人工香精或甜味劑，強調其天然製程，牛奶和鮮奶油含量比美式冰淇淋低、水果含量比美式冰淇淋高。

## 發展歷史
義式冰淇淋由最原始的冷凍冰品，文藝復興時期發展出現代冰淇淋的雛形，再一路發展到現今的高度商業化。

### 起源
依據記載，最早於西元前3000年亞洲就有發展出現代冰品的原型，當時是以碎冰加上調味混合食用。500年後，埃及法老常會以一碗冰混合果汁來招待客人。而羅馬人之後也發展出以蜂蜜淋上冰的吃法，並將冰品文化帶入義大利。

### 義式冰淇淋的原型
而義式冰淇淋真正的發展是從文藝復興時期開始，Ruggeri在佛羅倫斯Medici家族舉辦的一場冰品比賽中以果汁混合冰品，類似現今的雪酪（sorbet）贏得了冠軍，也因此而受到矚目。到了16世紀末，Medici家族為了招待西班牙國王而委託Bernardo Buontalenti來籌備宴席，他準備了一道乳脂性的冰品，也就是現在所熟知的義式冰淇淋的原型，因此Buontalenti也被認為是義式冰淇淋的發明者。

### 傳播
1686年，Francesco Procopio將義式冰淇淋帶到法國巴黎，並迅速的風靡於整個歐洲。另外，義式冰淇淋約在1770年被帶入美國。當時的義式冰淇淋主要分兩種：一種是將冰與水果（如檸檬、草莓等）混和；另一種則是混合牛奶與肉桂、開心果、咖啡、巧克力。

### 商業化
到了1846年，手搖式冷凍機的發明改變了美國人製作義式冰淇淋的方法，因為冷凍機能不斷地攪拌，使得製作出的義式冰淇淋不再具有顆粒感，口感變為更綿密了。由此之後，義式冰淇淋開始商業化，義式冰淇淋也慢慢演變為現今我們所吃的樣子 —— 空氣含量較多，密度較低。

## 常見口味
- Crema 蛋奶
- Stracciatella 奶黃
- Fior di Latte 奶華，接近純牛奶口味
- Nocciola 榛子
- Pistacchio 開心果
- Melone 哈密瓜

## 原料
- 標準比例[3]

| 原料                 | 比例   |
| -------------------- | ------ |
| 糖                   | 14-24% |
| 脂肪                 | 0-8%   |
| 無脂固化物（MSNF）   | 4-12%  |
| 其他固體（乳化劑等） | 0.3-8% |
| 總固形物             | 32-42% |
| 水                   | 58-68% |
| 空氣                 | 35-45% |

- 乳脂類[4]：能使義式冰淇淋含有乳香與綿密的口感，並幫助空氣溶於冰淇淋中，也能延緩冰淇淋融化速度。一般能使用鮮奶油、全脂奶粉、鮮奶。如果要製作有奶味的義式冰淇淋（如：香草或巧克力），一般使用全脂牛奶（3.5%）來做原料。
- 水：如果要製作水果口味的義式冰淇淋，則要以水作為原料。水能幫助冰淇淋冷凍，並溶解其他原料。
- 糖：糖不只能增加甜味，更能使冰點降低並增加黏性，加入糖分使義式冰淇淋軟化且不至於融化。
- 無脂（乳）固形物：無脂固形物含有奶類製品中的蛋白質、乳糖、礦物質，但不含有脂類。能增加冰淇淋中的蛋白質含量同時增進口感，但如果加太少可能會使冰淇淋太堅硬，加太多會變得有顆粒感，因此需要正確拿捏比例。
- 穩定劑和乳化劑：穩定劑作為增稠劑，能使義式冰淇淋口感更堅實。乳化劑能保持水分與油脂的混合，維持其綿密口感。
- 水果成分：水果的酸味與甜份能充分展現出冰淇淋的特色，能以新鮮的冷凍的果汁或果漿的形式加入義式冰淇淋中，此種義式冰淇淋又被稱為雪酪。
- 空氣：當義式冰淇淋要開始冰凍，會將空氣打入液體混合物中，增加體積並讓口感變綿密。冰淇淋膨脹率指的就是有多少空氣被打入產品中，以牛奶為基底的義式冰淇淋因為密度較大，膨脹率也較高；相較之下以水為基底的膨脹率較低。

## 製作過程
義式冰淇淋的製作方法依技術發明的順序主要分為以下四種：

### 舊式作法
義式冰淇淋的製作發展了數千年，一開始只是簡單的把蛋黃、糖、跟牛奶攪拌後加熱混勻，之後再進行冷卻。此時才加入增添味道的成份，例如新鮮水果、堅果、巧克力等。最後步驟為混入空氣使義式冰淇淋的口感更綿密。這樣的古老作法只能夠做出4-5種口味，且商品的有效期限頗短。

### 熱製程
在20世紀初，新的技術出現，引入一種稱為「熱製程」的手法。熱製程使用了巴式滅菌器，先將基底粉加熱到85°C維持5秒鐘，再降溫到5°C，用意是讓安定劑跟乳化劑表現的更好，同時殺菌製造一個無微生物的環境。滅菌完畢後，一樣要將成品混入空氣以製造平滑綿密的口感。熱製程可以讓食譜的材料成分更多元、且有效期限比其他方法都更長。

### 冷製程
在1980年代，冷製程為了提供更簡單的製造過程而誕生。冷製程的優點是講求效率，所有使用的成份已經進行微生物的清除，省去了巴式滅菌的步驟，不但節省成本，也節省放巴式滅菌器的空間。製作材料混入基底粉跟冰淇淋口味後直接放入冷凍庫，由於有效期限較短一些，適用於需要大量製造且快速銷出的業者。

### Sprint process
此為最新的一種製造過程，提供更簡單快速的方法，差別在於安定劑、乳化劑跟口味已經混和後，才添加液體成分進去（水或牛奶），不容易出錯且口味一致性高。

## 盛裝與銷售

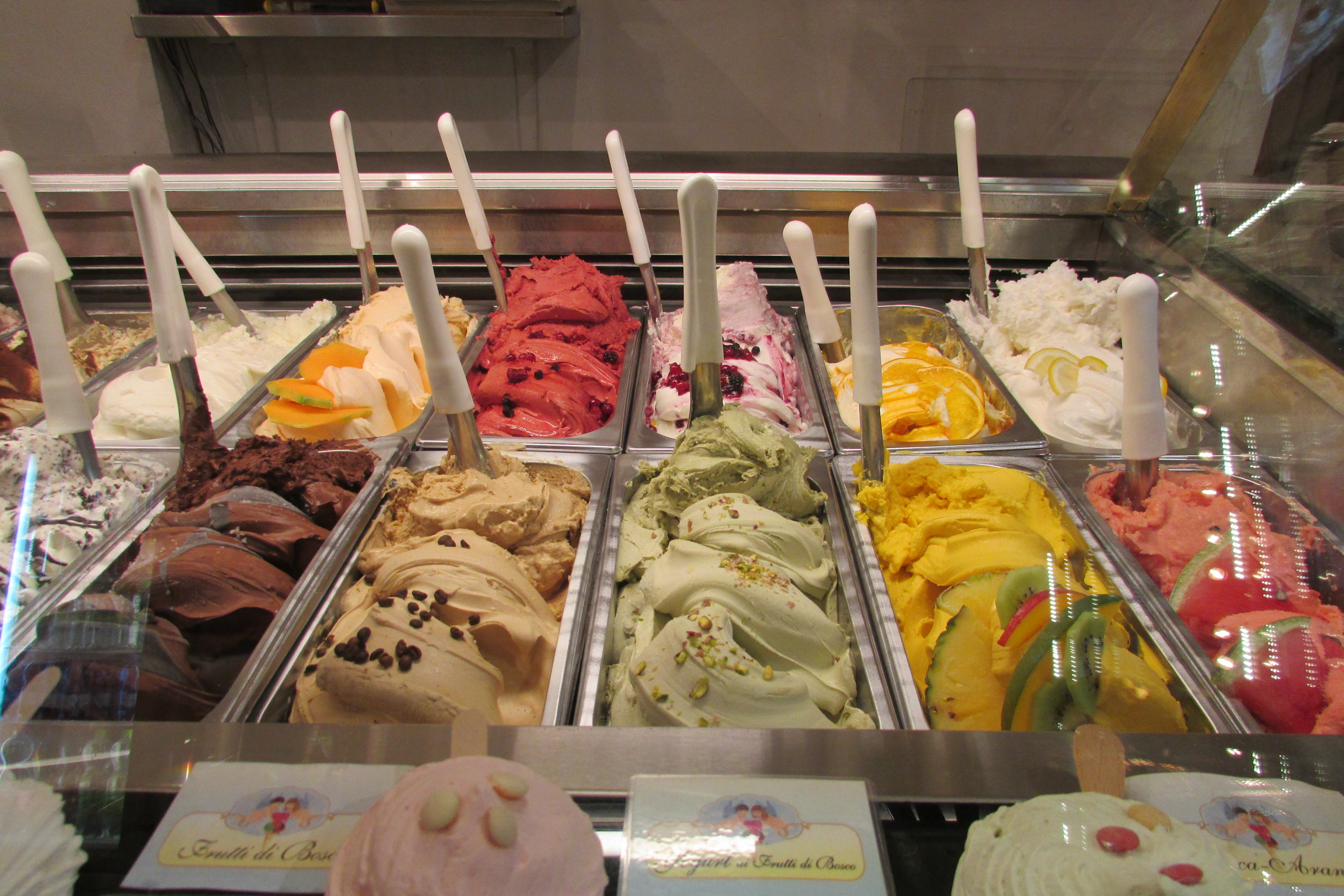
義式冰淇淋專賣店

### 盛裝
這是與美式冰淇淋的不同處之一，美式冰淇淋用挖勺（scooper）盛裝到甜筒或容器，而義式冰淇淋是用抹刀（spatula）。抹刀可以讓義式冰淇淋維持綿密口感，且看起來比較有手工感。

### 銷售方式
相較於美式冰淇淋以包裝完整的盒裝市場為主，義式冰淇淋多用專賣店方式，利用展示櫃銷售，每一種口味分別裝於展示櫃的盛裝盒，產品口味多樣而透明化，容易吸引消費者目光。

## 營養與健康
義式冰淇淋被認為是一種健康的甜點，最顯而易見的原因來自製造材料大多使用天然成分，如堅果、開心果、牛奶、水等。
1. 義式冰淇淋比起傳統的美式冰淇淋，擁有更低的脂肪跟卡路里。這是因為美式冰淇淋多用奶油，而義式冰淇淋用的是熱量較低的牛奶或水。另一方面，由於義式冰淇淋偏好新鮮製作，口感比傳統冰淇淋更平滑、柔順、當然也比較快融化。
2. 含有高蛋白，尤其是含有牛奶、堅果成分的口味。
3. 含有維他命，尤其水果口味的雪酪
4. 可提供不喝牛奶的人鈣質的來源

## 名詞解釋
1. 雪酪（Sorbet）[9]：這是一個英文詞彙，用以描述更健康的義式冰淇淋，因為其製作甚至不使用牛奶，只用水，以呈現一個零脂肪、零乳製品、單純用水果調味的口味。不過在義大利這個詞可以廣義的同等於義式冰淇淋。
2. 基底粉（base）[10]：基底粉是一種讓冰淇淋成形的原料，不同種類的基底呈現不同程度的質感，有分為熱製程用之基底粉跟冷製程用之基底粉。
3. 膨脹率（overrun）[11]：在義式冰淇淋中空氣成分的比例，比起美式冰淇淋，義式冰淇淋混入更少比例的空氣，使其更緻密、紮實。
4. 乳化劑（emulsifiers）[12]：必須成分之一，能夠讓所有的原料維持混和狀，多為單醣或雙醣。
5. 安定劑（stabilisers）[12]：吸收水份，讓義式冰淇淋口感更濃厚，亦可防止冰淇淋快速融化。

## 發展

### 台灣
台灣民眾在義大利冰淇淋消費平均每次消費在41-60元。台灣民眾平均12天會再購買一次義大利冰淇淋。單次購買量最高者為46~70歲或家庭成員只有自己1人的消費者，數量為2.29球，單次買數量最少的則為金融保險與軍警，分別為1.43與1.33球。
將台灣特色水果或植物加入義大利冰淇淋，將台灣農產品特色推展至全世界，更可讓世界認識台灣。例如：蜷尾家經典冰淇淋的亞軍之作「La Dolce Vita de Tè茶的甜蜜生活」冰淇淋，以台灣阿里山中蜜香紅茶為基底，結合台灣特有的荔枝蜂蜜和屏東爆米香，製作出台灣獨有的口味。
台灣由於產銷及氣候等人為或天候因素造成水果價格變動劇烈，因此台灣農民希望透過義式冰淇淋等高附加經濟價值之商品，提升台灣農業之整體經濟價值，且優先採用友善土地種植方式之台灣農產品，更保護了台灣的經濟與土地。而以健康面來說，現今社會中充斥著高度加工過度精緻之食品，對人類身體造成極大之威脅，要滿足消費者需求又能顧及健康條件，義大利冰淇淋或許會成為未來趨勢。
2015義式冰淇淋世界巡迴賽亞太區決賽在日本東京舉行，兩支入圍決賽的台灣隊伍，都在此次賽事中各自取得好成績，台南的NINAO Gelato蜷尾家經典冰淇淋奪得亞軍，台北的創意甜點店Yellow Lemon黃檸檬則是贏得了最受歡迎冰淇淋特別獎。蜷尾家經典冰淇淋將於2017年9月前往義大利，與全球頂尖義式冰淇淋團隊角逐全球最佳義式冰淇淋的頭銜。

## 來源
1. ↑  Ferrari, Luciano. . Lulu. com. 2011: 22–24.
2. ↑  . www.whygelato.com.   [2017-04-11]. （原始内容存档于2017-05-03）.
3. ↑  Ferrari, Luciano. . LuLu.com. 2011: 25.
4. ↑  . www.whygelato.com.   [2017-04-11]. （原始内容存档于2017-06-18）.
5. ↑  . www.whygelato.com.   [2017-04-11]. （原始内容存档于2017-04-12）.
6. ↑  Morano, Morgan. . Race Point. 2015: 185.
7. ↑   (PDF).   [2017-04-11]. （原始内容存档 (PDF)于2016-10-20）.
8. ↑  . www.whygelato.com.   [2017-04-11]. （原始内容存档于2017-04-13）.
9. ↑  J., Ingraffia,. . School foodservice journal (USA). 1986-01-01  [2017-04-11]. ISSN 0160-6271. （原始内容存档于2017-04-12） （英语）.
10. ↑  King, B. M. . LWT-Food Science and Technology: 450-456.
11. ↑  .   [2017-04-11]. （原始内容存档于2017-04-12）.
12. 1 2  Arbuckle, W. S. . . Springer US. 1986-01-01: 84–94  [2017-04-11]. ISBN 9781475754490. doi:10.1007/978-1-4757-5447-6_6. （原始内容存档于2018-06-02） （英语）.
13. ↑  . handle.ncl.edu.tw.   [2017-04-11].
14. ↑  Talato, I'm. . www.talato.com.tw.   [2017-04-11]. （原始内容存档于2017-04-12） （英语）.
15. ↑  . BeautiMode 創意生活風格網. 2015-09-13  [2017-04-11]. （原始内容存档于2016-08-31）.